# Howard Clifton
Howard Vincent Clifton (1 de julio de 1939-20 de agosto de 1990) fue un deportista estadounidense que compitió en bobsleigh. Ganó una medalla de bronce en el Campeonato Mundial de Bobsleigh de 1967, en la prueba doble.

## Palmarés internacional
| Campeonato Mundial | Campeonato Mundial    | Campeonato Mundial | Campeonato Mundial |
| Año                | Lugar                 | Medalla            | Prueba             |
| ------------------ | --------------------- | ------------------ | ------------------ |
| 1967               | Alpe d'Huez (Francia) | Medalla de bronce  | Doble              |